# Cantone di Mende-Nord
Il Cantone di Mende-Nord era una divisione amministrativa dell'arrondissement di Mende.
È stato soppresso a seguito della riforma complessiva dei cantoni del 2014, che è entrata in vigore con le elezioni dipartimentali del 2015.
Comprendeva parte della città di Mende e i comuni di:
- Badaroux
- Le Born
- Chastel-Nouvel
- Pelouse